# Süchbaatar
Süchbaatar (mong. Сүхбаатар) – dzielnica Ułan Bator, stolicy Mongolii.
Dzielnica, położona w centrum miasta, została utworzona w 1965 roku. Obejmuje terytorium 208,4 km² i składa się z 20 osiedli. W 2013 roku liczyła 132 117 mieszkańców. Swoją nazwę otrzymała na cześć przywódcy mongolskiej rewolucji, Damdina Suche Batora.
Na terenie dzielnicy Süchbaatar znajdują się najważniejsze instytucje państwowe, m.in. siedziby rządu i parlamentu, ministerstwa, Państwowy Uniwersytet Mongolski, placówki dyplomatyczne państw obcych.